# Joanny Domer
Joanny Domer, pseudonyme de Jean Barthélemi Domer, né le 8 août 1833 à Lyon où il est mort le 1er juillet 1896, est un artiste peintre français.

## Biographie
Antoine-Jean Barthélémy Domer est le fils de Charles-Chalier Domer, un canut de la Croix-Rousse qui avait été caisse roulante au temps de l’Empereur, et de Louise Alboud, qui n’avait jamais quitté le « plateau ».
Le métier de canut avait peu de charmes pour le jeune Joanny Domer, qui délaissa vite l’atelier paternel pour travailler comme apprenti chez un peintre-plâtrier, de l’allée des Images, et plus tard chez Lacombe et Jourdan qui exerçaient, vers 1850, la même profession. C’est en peignant des enseignes et des plafonds bourgeois que Domer pris modestement pied dans le domaine de l’art dont il s’éprit et auquel il devait consacrer sa vie.
Entretemps, il suivit les cours de l’École des beaux-arts de Lyon, que dirigeait le peintre Claude Bonnefond. L’originalité de Domer, la souplesse de son imagination, son ardeur au travail, étonnaient déjà ses maîtres. Il s’éprit surtout de la décoration. Bientôt, il prit le chemin de Paris, où il devait se perfectionner grâce aux leçons des peintres de cette époque, et acquérir un talent qui en a fait un des maîtres de la décoration. Il travailla longtemps sans rien livrer à la critique. Parti pour Rome, il y apprit à analyser les chefs-d’œuvre des primitifs et de la Renaissance. Les cartons qu’il rapporta de ses voyages en Italie montrent qu’il visita tous les palais, tous les musées, toutes les cathédrales de l’Italie, copiant partout, étudiant ses compositions, qui devaient rester pour toujours gravées dans son esprit.
Le 11 juillet 1871, Domer revenait à Lyon pour s’y fixer définitivement. Son caractère, porté au travail et à la réflexion, le tint longtemps enfermé dans son atelier en compagnie de ses souvenirs, de ses études et de ses maîtres. Il envoyait parfois une de ses toiles à l’exposition permanente de Dusserre et les amateurs qui se pressaient dans ce petit salon, qu’on appelait la petite Bourse de l’Art, étaient captivés et retenus par le charme au dessin simple et nouveau, au coloris étrange et harmonieux. En 1873, il exposa au Salon de Lyon une nature morte très fouillée qui fit sensation, représentant une amphore, un plateau d’or, un hanap d’argent ciselé, au milieu de joyaux étincelants et d’étoffes chatoyantes. Ce tableau fut aussitôt acquis par le musée de Saint-Étienne.
Domer exposa peu. La grande composition l’absorbait trop et le retenait dans son atelier où il recevait quelques amis, presque jamais d’élèves. Domer aimait à travailler seul, à se recueillir, à s’étudier lui-même, à se corriger et souvent à se refaire. Le seul élève qu’il paraisse jamais avoir eu dans son atelier fut Léon Gaborit, qui obtint le prix Ponthus-Cinier à l’École des beaux-arts de Lyon, et le grand prix de Paris. « Que ferait un élève chez moi ? », disait-il « II me regarderait crayonner sur un mur. Comment devinerait-il ce que je veux faire ? Je l’ignore souvent moi-même. »[réf. nécessaire] Un seul trouva grâce devant cette exclusion systématique, ce fut Baüer, qui entourait Domer d’affection et d’une profonde reconnaissance.
Domer, qui aimait à s’isoler, pouvait souvent être vu attablé, solitaire, devant le Tonneau ou le Bar Américain. Ce petit homme trapu, au grand front encadré de cheveux gris, aux yeux profonds, pétillants et bons, à la barbe grise en broussaille, la bouche toujours souriante, les lèvres épaisses, caressant perpétuellement une courte pipe en terre, noire de culottage, c’était Domer, qui, la tête penchée sur le marbre de la table, ne voyait personne et oubliait son absinthe. Un crayon à la main, il traçait des signes et soudain, une forme se dessinait, un groupe se détachait, une ébauche apparaissait. Alors, Domer relevait la tête et se rappelait celui qui s’était attablé silencieusement à côté de lui pendant sa méditation. Il effaçait d’un revers de manche les traits, et, souriant, serrait la main qui se tendait vers lui : « Excusez-moi ! Je cherchais une idée !… »
Sa conversation était toujours chargée de souvenirs et d’une érudition qu’il semblait chercher toujours à se faire pardonner, mais qu’il n’avait pu acquérir qu’au prix d’un travail acharné, opiniâtre, puisque rien, dans son éducation première, ne le prédestinait à cette carrière. C’est en voyageant à travers l’Italie que Domer avait récolté cette abondante moisson de souvenirs, mais c’était également un érudit, et rien des grands poètes antiques, Aristophane ou Pindare, Homère ou Eschyle ne lui était inconnu.
Jadis caché dans une tour aux grandes baies ouvertes avec, au loin, les Alpes enneigées, qu’avait habitée Paul Chenavard, où était mort le peintre Joseph Guichard, directeur des Beaux-Arts de Lyon, Domer dut quitter ce nid d’aigle, lorsque sa santé, ruinée par le travail, le força à redouter les côtes. Il s’installa alors  au 55, rue de la Bourse, conservant son atelier du quai Pierre-Scize ; puis au 17, quai de l'Archevêché. Depuis longtemps condamné, Domer travaillait cependant toujours sans relâche jusqu’à ce qu’une maladie de cœur et une toux ne lui laissant aucun repos, qui le torturaient depuis longtemps, amenant des suffocations qui lui imposaient de cruelles insomnies, finissent par l’achever.

## Œuvres

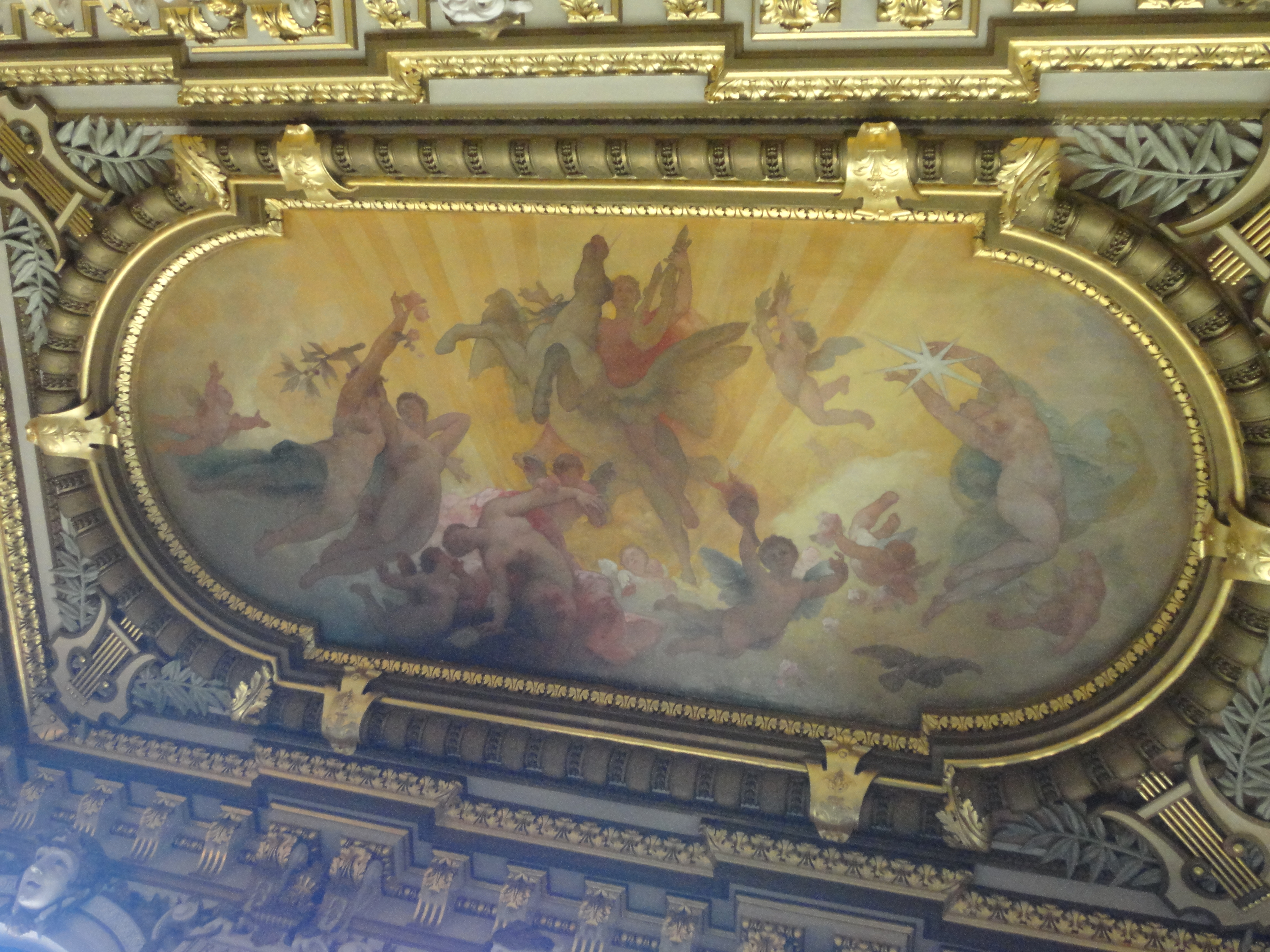
Le Triomphe d'Apollon (1886), plafond du foyer de l'opéra de Lyon.

Joanny Domer a décoré de nombreux édifices publics et privés.
- Lyon : 
  - hôtel de préfecture du Rhône : Triomphe de Diane.
  - hôtel de ville, salon Henri IV : Affranchissement de la commune de Lyon.
  - théâtre Bellecour : plafond.
  - théâtre des Célestins : plafond.
  - opéra, plafond du foyer : Le Triomphe d'Apollon, 1886.

### Source
- Eugène Berlot, Revue du Lyonnais, t. XXIX, Lyon, Louis Boitel, 1900, p. 321-38.